# Ciechomir
Ciechomir – imię męskie pochodzenia słowiańskiego, nienotowane w źródłach staropolskich.
Ciechomir imieniny obchodzi 7 czerwca.